# Nowielin
Nowielin [nɔˈvjɛlin] là một ngôi làng thuộc khu hành chính của Gmina Pyrzyce, thuộc hạt Pyrzyce, West Pomeranian Voivodeship, ở phía tây bắc Ba Lan. Nó nằm khoảng 4 kilômét (2 mi) phía nam Pyrzyce và 41 km (25 mi) về phía đông nam của thủ đô khu vực Szczecin.
Trước năm 1945, khu vực này là một phần của Đức. Đối với lịch sử của khu vực, xem Lịch sử của Pomerania.
Ngôi làng có dân số là 480 người.